# Taxithelium muscicola
Taxithelium muscicola är en bladmossart som beskrevs av B. C. Tan, H. P. Ramsay och Wilfred Borden Schofield 1996. Taxithelium muscicola ingår i släktet Taxithelium och familjen Sematophyllaceae. Inga underarter finns listade i Catalogue of Life.